# Emi Sakura
Emi Motokawa (元川 恵美?, Motokawa Emi; Kimitsu, 4 ottobre 1976) è una wrestler giapponese, meglio conosciuta con il ring name Emi Sakura (さくら えみ?, Sakura Emi).

## Carriera
Dopo aver iniziato la sua carriera nel International Wrestling Association of Japan nell'agosto 1995, ha lavorato per diverse promozioni in tutto il Giappone, vincendo numerosi titoli, prima di fondare la sua promozione, Ice Ribbon, all'inizio del 2006.
Ha lottato non solo per la promozione, ma era anche l'unica responsabile per i lottatori di allenamento per la promozione, dove ha continuato a diventare una due volte campionessa nell'ICE×60 Championship e una cinque volte campionessa nell'International Ribbon Tag Team Championship.
Nel corso del 2009, ha tenuto non solo sia il campionato ICE×60 e International Ribbon Tag Team Championship, ma anche il Daily Sports Women's Tag Team Championship e JWP Tag Team Championship e NWA Women's Pacific/NEO Single Championship, che ha portato la rivista Tokyo Sports nominandola la wrestler femminile dell'anno 2009.
Dopo sei anni con Ice Ribbon, lasciò la promozione per motivi personali nel gennaio 2012. Il mese successivo, ha formato la promozione Gatoh Move Pro Wrestling in Bangkok, Thailandia.
Nel corso del 2012, è diventata anche una regolare per JWP Joshi Puroresu, vincendo il JWP Openweight Championship ad ottobre.

### All Elite Wrestling (2019-presente)
Il 25 maggio 2019, Emi Sakura fa il suo debutto per la All Elite Wrestling prendendo parte ad un Six Women Tag-Team match a Double or Nothing in coppia con Aja Kong e Yuka Sakazaki, dove sono state sconfitte da Hikaru Shida, Riho e Ryo Mizunami, stabilendosi quindi come heel. Nella puntata di AEW Dynamite del 9 ottobre, Emi fa la sua prima apparizione nello show settimanale, lottando in coppia con Bea Priestley venendo sconfitte da Britt Baker e Riho. Nella puntata di AEW Dark del 29 ottobre, Emi ha preso parte e vinto ad un Fatal 4-Way match che comprendeva Allie, Penelope Ford e Sadie Gibbs, effettuando lo schienamento vincente sulla Ford. Nella puntata di AEW Dynamite del 6 novembre, Emi e Jamie Hyter hanno sconfitto Riho e Shanna. Il 9 novembre, a Full Gear, Emi Sakura è stata sconfitta dalla campionessa Riho in un match valevole per l'AEW Women's World Championship, non riuscendo a conquistare la cintura. Nella puntata di AEW Dynamite del 27 novembre, Emi e Bea Priestley hanno sconfitto Hikaru Shida e Kris Statlander. Nella puntata di AEW Dynamite dell'11 dicembre, Emi è stata sconfitta da Big Swole.